# Список енциклік
Список упорядкований у хронологічному порядку за датою редакції і містить усі енцикліки Вселенських архиєреїв.
Номер поруч із іменем папи означає номер папи по-порядку.

## Від першої енцикліки (1740) до Першого Ватиканського собору

### Бенедикт XIV (1740—1758)
247. Бенедикт XIV (1740—1758) — Просперо Лоренцо Ламбертіні, Болонья, 31 березня 1675
- I Ubi Primum — 3 грудня 1740 — перша енцикліка в історії Церкви
- II Pro Eximia Tua — 30 червня 1741
- III Quamvis Paternae — 26 серпня 1741
- IV Satis Vobis Compertum — 17 листопада 1741
- V Etsi Minime — 7 лютого 1742
- VI Certiores Effecti — 13 листопада 1742
- VII Cum Illud Semper — 14 грудня 1742
- VIII Quemadmodum Preces — 23 березня 1743
- IX Inter Omnigenas — 2 лютого 1744
- X Cum Semper Oblatas — 19 серпня 1744
- XI Libentissime Quidem — 10 червня 1745
- XII Gravissimum Supremi — 8 вересня 1745
- XIII Vix Pervenit — 1 листопада 1745
- XIV Accepimus Praestantium — 16 липня 1746
- XV Inter Caetera — 1 січня 1748
- XVI Magnae Nobis — 29 червня 1748
- XVII Annus Qui Hunc — 19 лютого 1749
- XVIII Apostolica Constitutio — 26 червня 1749
- XIX Gravissimo Animi — 31 жовтня 1749
- XX Inter Praeteritos — 3 грудня 1749
- XXI Celebrationem Magni — 1 січня 1751
- XXII Prodiit Jamdudum — 30 січня 1751
- XXIII Elapso Proxime Anno — 20 лютого 1751
- XXIV Magno Cum Animi — 2 червня 1751
- XXV A Quo Primum — 14 червня 1751
- XXVI Cum Religiosi Aeque — 26 червня 1754
- XXVII Quod Provinciale — 1 серпня 1754
- XXVIII Allatae Sunt — 26 липня 1755
- XXIX Ex Quo Primum — 1 березня 1756
- XXX Ex Omnibus Christiani — 16 жовтня 1756
- XXXI Quam Grave — 2 серпня 1757

### Климент XIII (1758—1769)
248. Климент XIII (1758—1769) — Карло Реццоніко, Венеція, 7 березня 1693
- I A Quo Die — 14 вересня 1758
- II Cum Primum — 17 вересня 1759
- III Appetente Sacro — 20 грудня 1759
- IV In Dominico Agro — 14 червня 1761
- V Quam Graviter — 25 червня 1766
- VI Christianae Reipublicae — 25 листопада 1766

### Климент XIV (1769—1774)
249. Климент XIV (1769—1774) O.F.M. Conv. — Джан Вінченцо Антоніо Ґанґанеллі, Сантарканджело-ді-Романья, 21 жовтня 1705
- I Decet Quam Maxime — 21 вересня 1769
- II Cum Summi Apostolatus — 12 грудня 1769

### Пій VI (1775—1799)
250. Пій VI (1775—1799) — Джованні Анджело Браскі, Чезена, 27 грудня 1717
- I Inscrutabile Divinae — 25 грудня 1775
- II Adeo Nota — 23 квітня 1791
- III In Gravissimis — 19 березня 1792
- IV Novae Hae Litterae — 19 березня 1792
- V Dum Nos — 19 квітня 1792
- VI Ubi Lutetiam — 13 червня 1792
- VII Ignotae Nemini — 21 листопада 1792
- VIII Ad Nostras Manus — 31 липня 1793

### Пій VII (1800—1823)
251. Пій VII (1800—1823) O.S.B. — Барнаба К'ярамонті, Чезена, 14 серпня 1742
- I Diu Satis — 15 травня 1800
- II Ex Quo Ecclesiam — 24 травня 1800
- III Il Trionfo — 4 травня 1814
- IV Vineam Quam Plantavit — 12 червня 1817

### Лев XII (1823—1829)
252. Лев XII (1823—1829) — Аннібале Серматтеї делла Дженґа, Дженга, 20 серпня 1760
- I Ubi Primum — 5 травня 1824
- II Ad Plurimas — 25 січня 1825

### Пій VIII (1829—1830)
253. Пій VIII (1829—1830) — Франческо Саверіо Кастільоні, Чинголі, 20 листопада 1761
- I Traditi Humilitati Nostrae — 24 травня 1829

### Григорій XVI (1831—1846)
254. Григорій XVI (1831—1846) O.S.B. Cam. — Бартоломео Мауро Каппелларі, Беллуно, 18 вересня 1765
- I Quel Dio — 5 квітня 1831
- II Le Armi Valorose — 12 липня 1831
- III Cum Primum — 9 червня 1832
- IV Mirari Vos — 15 серпня 1832
- V Singulari Nos — 25 червня 1834
- VI Commissum Divinitus — 17 травня 1835
- VII Augustissimam Beatissimi — 21 грудня 1840
- VIII Inter Ea — 1 квітня 1842
- IX Inter praecipuas — 8 травня 1844

## Від Першого Ватиканського собору до Другого Ватиканського собору

### Пій IX (1846—1878)
255. Блаженний Пій IX (1846—1878) — Джованні Марія Мастаї Ферретті, Сенігаллія, 13 травня 1792
- I Qui pluribus — 9 листопада 1846
- II Praedecessores nostros — 25 березня 1847
- III Ubi Primum — 17 червня 1847
- IV In Suprema Petri sede — 6 січня 1848
- V Ubi Primum — 2 лютого 1849
- VI Nostis et nobiscum — 8 грудня 1849
- VII Exultavit Cor Nostrum — 21 листопада 1851
- VIII Ex Aliis Nostris — 21 листопада 1851
- IX Nemo certe ignorat — 25 березня 1852
- X Probe Noscitis — 17 травня 1852
- XI Inter multiplices — 21 березня 1853
- XII Neminem Vestrum — 2 травня 1854
- XIII Optime noscitis — 20 березня 1854
- XIV Apostolicae Nostrae — 1 серпня 1854
- XV Optime noscitis — 5 листопада 1855
- XVI Singulari quidem — 17 березня 1856
- XVII Cum Nuper — 20 січня 1858
- XVIII Amantissimi Redemptoris — 3 травня 1858
- XIX Cum Sancta Mater — 27 квітня 1859
- XX Qui Nuper — 18 червня 1859
- XXI Nullis Certe Verbis — 19 січня 1860
- XXII Amantissimus humani generis — 8 квітня 1862
- XXIII Quanto conficiamur — 10 серпня 1863
- XXIV Incredibili afflictamur — 17 вересня 1863
- XXV Ubi urbaniano — 30 липня 1864
- XXVI Maximae quidem — 18 серпня 1864
- XXVII Quanta cura — 8 грудня 1864
- XXVIII Levate — 27 жовтня 1867
- XXIX Respicientes ea — 1 листопада 1870
- XXX Ubi nos — 15 травня 1871
- XXXI Beneficia Dei — 4 червня 1871
- XXXII Saepe Venerabiles — 5 серпня 1871
- XXXIII Quartus supra vigesimum — 6 січня 1873
- XXXIV Etsi multa luctuosa — 21 листопада 1873
- XXXV Vix dum a nobis — 7 березня 1874
- XXXVI Omnem sollicitudinem — 13 травня 1874
- XXXVII Gravibus ecclesiae — 24 грудня 1874
- XXXVIII Quod nunquam — 5 лютого 1875
- XXXIX Graves ac diuturnae — 23 березня 1875
- XL Exortae in ista — 20 квітня 1876
- XLI Quae in patriarchatu — 1 вересня 1876

### Лев XIII (1878—1903)
256. Лев XIII (1878—1903) —  Вінченцо Джоакіно Печчі, Карпінето-Романо, 2 березня 1810
- I Inscrutabili Dei Consilio — 21 квітня 1878
- II Quod Apostolici Muneris — 28 грудня 1878
- III Aeterni Patris — 4 серпня 1879
- IV Arcanum Divinae — 10 лютого 1880
- V Grande Munus — 30 вересня 1880
- VI Sancta Dei Civitas — 3 грудня 1880
- VII Diuturnum illud — 29 червня 1881
- VIII Licet Multa — 3 серпня 1881
- IX Etsi Nos — 15 лютого 1882
- X Auspicato Concessum — 17 вересня 1882
- XI Cum Multa Sint — 8 грудня 1882
- XII Supremi Apostolatus Officio — 1 вересня 1883
- XIII Nobilissima Gallorum Gens — 8 лютого 1884
- XIV Humanum Genus — 20 квітня 1884
- XV Superiore Anno — 30 серпня 1884
- XVI Immortale Dei — 1 листопада 1885
- XVII Spectata Fides — 27 листопада 1885
- XVIII Quod Auctoritate — 22 грудня 1885
- XIX Iampridem — 6 січня 1886
- XX Quod Multum — 22 серпня 1886
- XXI Pergrata Nobis — 14 вересня 1886
- XXII Vi è Ben Noto — 20 вересня 1887
- XXIII Officio Sanctissimo — 22 грудня 1887
- XXIV Quod Anniversarius — 1 квітня 1888
- XXV In Plurimis — 5 травня 1888
- XXVI Libertas — 20 червня 1888
- XXVII Saepe Nos — 24 червня 1888
- XXVIII Paterna Caritas — 25 липня 1888
- XXIX Quam Aerumnosa — 10 грудня 1888
- XXX Etsi Cunctas — 21 грудня 1888
- XXXI Exeunte Iam Anno — 25 грудня 1888
- XXXII Magni Nobis — 7 березня 1889
- XXXIII Quamquam Pluries — 15 серпня 1889
- XXXIV Sapientiae christianae — 10 січня 1890
- XXXV Dall'alto dell'Apostolico Seggio — 15 жовтня 1890
- XXXVI Catholicae Ecclesiae — 20 листопада 1890
- XXXVII In Ipso — 3 березня 1891
- XXXVIII Rerum Novarum — 15 травня 1891
- XXXIX Pastoralis Vigilantiae — 25 червня 1891
- XL Pastoralis Officii — 12 вересня 1891
- XLI Octobri Mense — 22 вересня 1891
- XLII Au Milieu Des Sollicitudes — 16 лютого 1892
- XLIII Quarto Abeunte Saeculo — 16 липня 1892
- XLIV Magnae Dei Matris — 8 вересня 1892
- XLV Custodi di quella Fede — 8 грудня 1892
- XLVI Inimica Vis — 8 грудня 1892
- XLVII Ad Extremas — 24 червня 1893
- XLVIII Constanti Hungarorum — 2 вересня 1893
- XLIX Laetitiae Sanctae — 8 вересня 1893
- L Non Mediocri — 25 жовтня 1893
- LI Providentissimus Deus — 18 листопада 1893
- LII Caritatis — 19 березня 1894
- LIII Inter Graves — 1 травня 1894
- LIV Litteras a Vobis — 2 липня 1894
- LV Iucunda Semper Expectatione — 8 вересня 1894
- LVI Christi Nomen — 24 грудня 1894
- LVII Longinqua — 6 січня 1895
- LVIII Permoti Nos — 10 липня 1895
- LIX Adiutricem — 5 вересня 1895
- LX Insignes — 1 травня 1896
- LXI Satis Cognitum — 29 червня 1896
- LXII Fidentem Piumque Animum — 20 вересня 1896
- LXIII Divinum illud munus — 9 травня 1897
- LXIV Militantis Ecclesiae — 1 серпня 1897
- LXV Augustissimae Virginis Mariae — 12 вересня 1897
- LXVI Affari Vos — 8 грудня 1897
- LXVII Caritatis Studium — 25 липня 1898
- LXVIII Spesse Volte — 5 серпня 1898
- LXIX Quam Religiosa — 16 серпня 1898
- LXX Diuturni Temporis — 5 вересня 1898
- LXXI Quum Diuturnum — 25 грудня 1898
- LXXII Annum Sacrum — 25 травня 1899
- LXXIII Depuis le jour — 8 вересня 1899
- LXXIV Paternae — 18 вересня 1899
- LXXV Omnibus Compertum — 21 липня 1900
- LXXVI Tametsi Futura Prospicientibus — 1 листопада 1900
- LXXVII Graves de Communi Re — 18 січня 1901
- LXXVIII Gravissimas — 16 травня 1901
- LXXIX Reputantibus — 20 серпня 1901
- LXXX Urbanitatis Veteris — 20 листопада 1901
- LXXXI In Amplissimo — 15 квітня 1902
- LXXXII Quod Votis — 30 квітня 1902
- LXXXIII Mirae Caritatis — 28 травня 1902
- LXXXIV Quae Ad Nos — 22 листопада 1902
- LXXXV Fin dal Principio — 8 грудня 1902
- LXXXVI Dum Multa — 24 грудня 1902

### Пій X (1903—1914)
257. Святий Пій X (1903—1914) — Джузеппе Сарто, Рієзе-Піо-X, 2 червня 1835
- I E supremi apostolatus — 4 жовтня 1903
- II Ad Diem Illum Laetissimum — 2 лютого 1904
- III Iucunda Sane — 12 березня 1904
- IV Acerbo Nimis — 15 квітня 1905
- V Il Fermo Proposito — 11 червня 1905
- VI Vehementer Nos — 11 лютого 1906
- VII Tribus Circiter — 5 квітня 1906
- VIII Pieni l'Animo — 28 липня 1906
- IX Gravissimo Officii Munere — 10 серпня 1906
- X Une Fois Encore — 6 січня 1907
- XI Pascendi Dominici Gregis — 8 вересня 1907
- XII Communium Rerum — 21 квітня 1909
- XIII Editae Saepe — 26 травня 1910
- XIV Iamdudum — 24 травня 1911
- XV Lacrimabili Statu — 7 червня 1912
- XVI Singulari Quadam — 24 вересня 1912

### Бенедикт XV (1914—1922)
258. Бенедикт XV (1914—1922) — Джакомо делла К'єза, Генуя, 21 листопада 1854
- I Ad Beatissimi Apostolorum — 1 листопада 1914
- II Humani Generis Redemptionem — 15 червня 1917
- III Quod Iam Diu — 1 грудня 1918
- IV In Hac Tanta — 14 травня 1919
- V Paterno Iam Diu — 24 листопада 1919
- VI Pacem Dei Munus Pulcherrimum — 23 травня 1920
- VII Spiritus Paraclitus — 15 вересня 1920
- VIII Principi Apostolorum Petro — 5 жовтня 1920
- IX Annus Iam Plenus — 1 грудня 1920
- X Sacra Propediem — 6 січня 1921
- XI In Praeclara Summorum — 30 квітня 1921
- XII Fausto Appetente Die — 29 червня 1921

### Пій XI (1922—1939)
259. Пій XI (1922—1939) — Акілле Ратті, Дезіо, 31 травня 1857
- I Ubi arcano Dei consillo — 23 грудня 1922
- II Rerum Omnium Perturbationem — 26 січня 1923
- III Studiorum Ducem  — 29 червня 1923
- IV Ecclesiam Dei  — 12 листопада 1923
- V Maximam Gravissimamque — 18 січня 1924
- VI Quas Primas — 11 грудня 1925
- VII Rerum Ecclesiae — 28 лютого 1926
- VIII Rite Expiatis — 30 квітня 1926
- IX Iniquis Afflictisque — 18 листопада 1926
- X Mortalium Animos — 6 січня 1928
- XI Miserentissimus Redemptor — 8 травня 1928
- XII Rerum Orientalium  — 8 вересня 1928
- XIII Mens Nostra — 20 грудня 1929
- XIV Quinquagesimo Ante Anno  — 23 грудня 1929
- XV Divini Illius Magistri — 31 грудня 1929
- XVI Ad Salutem Humani — 20 квітня 1930
- XVII Casti Connubii — 31 грудня 1930
- XVIII Quadragesimo Anno — 15 травня 1931
- XIX Non Abbiamo Bisogno — 29 червня 1931
- XX Nova Impendet — 2 жовтня 1931
- XXI Lux Veritatis  — 25 грудня 1931
- XXII Caritate Christi Compulsi — 3 травня 1932
- XXIII Acerba Animi — 29 вересня 1932
- XXIV Dilectissima Nobis — 3 червня 1933
- XXV Ad Catholici Sacerdotii — 20 грудня 1935
- XXVI Vigilanti cura — 29 червня 1936
- XXVII Mit brennender Sorge 14 березня 1937
- XXVIII Divini Redemptoris — 19 березня 1937
- XXIX Firmissimam Constantiam (відома також як Nos Es Muy Conocida) — 28 березня 1937
- XXX Ingravescentibus Malis — 29 вересня 1937

### Пій XII (1939—1958)
260. Пій XII преподобний (1939—1958) — Еудженіо Пачеллі, Рим, 2 березня 1876
- I Summi Pontificatus — 20 жовтня 1939
- II Sertum Laetitiae — 1 листопада 1939
- III Saeculo Exeunte Octavo — 13 червня 1940
- IV Mystici Corporis Christi — 29 червня 1943
- V Divino Afflante Spiritu — 30 вересня 1943
- VI Orientalis Ecclesiae — 9 квітня 1944
- VII Communium Interpretes Dolorum — 15 квітня 1945
- VIII Orientales Omnes Ecclesias — 23 грудня 1945
- IX Quemadmodum — 6 січня 1946
- X Deiparae Virginis Mariae — 1 травня 1946
- XI Fulgens Radiatur — 21 березня 1947
- XII Mediator Dei — 20 листопада 1947
- XIII Optatissima pax — 18 грудня 1947
- XIV Auspicia Quaedam — 1 травня 1948
- XV In Multiplicibus Curis — 24 жовтня 1948
- XVI Redemptoris Nostri Cruciatus — 15 квітня 1949
- XVII Anni Sacri — 12 березня 1950
- XVIII Summi Maeroris — 19 липня 1950
- XIX Humani Generis — 22 серпня 1950
- XX Mirabile Illud — 6 грудня 1950
- XXI Evangelii Praecones — 2 червня 1951
- XXII Sempiternus Rex Christus — 8 вересня 1951
- XXIII Ingruentium Malorum — 15 вересня 1951
- XXIV Orientales Ecclesias — 15 грудня 1952
- XXV Doctor Mellifluus — 24 травня 1953
- XXVI Fulgens Corona — 8 вересня 1953
- XXVII Sacra Virginitas — 25 березня 1954
- XXVIII Ecclesiae Fastos — 5 червня 1954
- XXIX Ad Sinarum Gentem — 7 жовтня 1954
- XXX Ad Caeli Reginam — 11 жовтня 1954
- XXXI Musicae Sacrae — 25 грудня 1955
- XXXII Haurietis Aquas — 15 травня 1956
- XXXIII Luctuosissimi Eventus — 28 жовтня 1956
- XXXIV Laetamur Admodum — 1 листопада 1956
- XXXV Datis Nuperrime — 5 листопада 1956
- XXXVI Fidei Donum — 21 квітня 1957
- XXXVII Invicti Athletae Christi — 16 травня 1957
- XXXVIII Le Pèlerinage de Lourdes — 2 липня 1957
- XXXIX Miranda Prorsus — 8 вересня 1957
- XL Ad Apostolorum Principis — 29 червня 1958
- XLI Meminisse Iuvat — 14 липня 1958

## Від Другого Ватиканського собору до сьогодні

### Іван XXIII (1958—1963)
261. Святий Іван XXIII (1958—1963) — Анджело Джузеппе Ронкаллі, Сотто іль Монте, 25 листопада 1881
- I Ad Petri Cathedram — 29 червня 1959
- II Sacerdotii Nostri Primordia — 1 серпня 1959
- III Grata Recordatio — 26 вересня 1959
- IV Princeps Pastorum — 28 листопада 1959
- V Mater et magistra — 15 травня 1961
- VI Aeterna Dei Sapientia — 11 листопада 1961
- VII Paenitentiam Agere — 1 липня 1962
- VIII Pacem in terris — 11 квітня 1963

### Павло VI (1963—1978)
262. Блаженний Павло VI (1963—1978) — Джованні Батіста Монтіні, Кончезіо, 26 вересня 1897
- I Ecclesiam Suam — 6 серпня 1964
- II Mense Maio — 29 квітня 1965
- III Mysterium Fidei — 3 вересня 1965
- IV Christi Matri — 15 вересня 1966
- V Populorum progressio — 26 березня 1967
- VI Sacerdotalis Caelibatus — 24 червня 1967
- VII Humanae Vitae — 25 липня 1968

### Іван Павло I (1978)
263. Іван Павло I слуга Божий (26 серпня — 28 вересня 1978) — Альбіно Лучані, Канале-д'Агордо, 17 жовтня 1912 
- Папа не видав жодної енцикліки з причини дуже короткого понтифікату

### Іван Павло II (1978—2005)
264. Святий Іван Павло II (1978—2005) — Кароль Юзеф Войтила, Вадовіце, 18 травня 1920
- I Redemptor hominis — 4 березня 1979
- II Dives in Misericordia — 30 листопада 1980
- III Laborem exercens — 14 вересня 1981
- IV Slavorum Apostoli — 2 червня 1985
- V Dominum et Vivificantem — 18 травня 1986
- VI Redemptoris Mater — 25 березня 1987
- VII Sollicitudo rei socialis — 30 грудня 1987
- VIII Redemptoris Missio — 7 грудня 1990
- IX Centesimus Annus — 1 травня 1991
- X Veritatis splendor — 6 серпня 1993
- XI Evangelium Vitae — 25 березня 1995
- XII Ut Unum Sint — 25 травня 1995
- XIII Fides et Ratio — 14 вересня 1998
- XIV Ecclesia de Eucharistia — 17 квітня 2003

### Бенедикт XVI (2005—2013)
265. Бенедикт XVI (2005—2013) — Йозеф Алоїс Ратцінґер, Марктль, 16 квітня 1927
- I Deus Caritas Est — 25 грудня 2005
- II Spe salvi — 30 листопада 2007
- III Caritas in Veritate — 29 червня 2009

### Франциск (2013—)
266. Франциск (2013 —) S.I. —  Хорхе Маріо Берґольйо, Буенос-Айрес, 17 грудня 1936
- I Lumen fidei — 29 червня 2013
- II Laudato si' — 24 травня 2015
- III Fratelli tutti — 3 жовтня 2020